# Jean-Alexis Rouchon
Jean-Alexis Rouchon, né le 12 novembre 1801 à Bort-les-Orgues en Corrèze et mort le 30 octobre 1878 à Paris, est un affichiste et imprimeur français, pionnier dans l'application du procédé de la couleur aux annonces diffusées dans la rue.

## Biographie

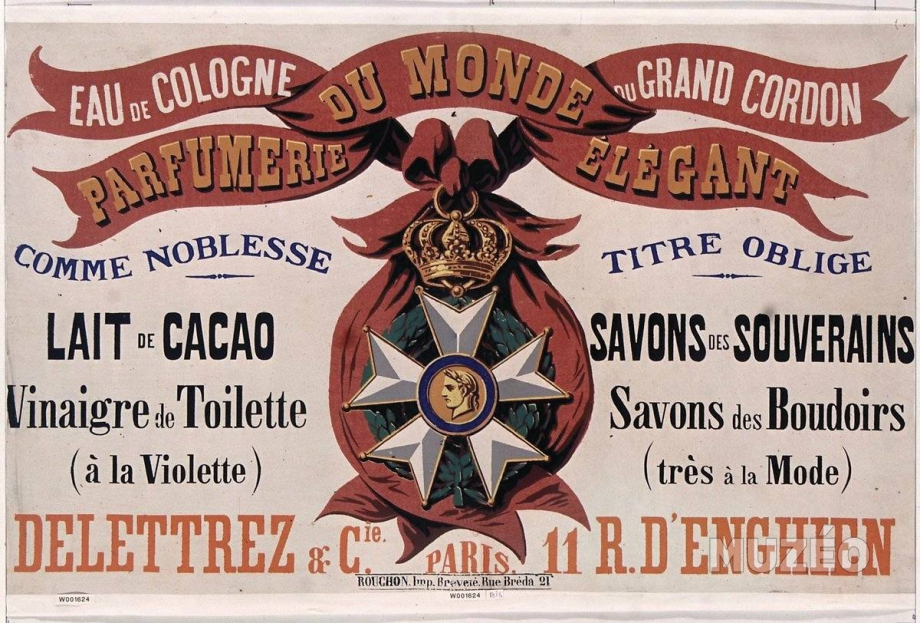
Eau de Cologne du Grand Cordon. Parfumerie du monde élégant, affiche pour Delettrez, Paris, 1857 (BNF).

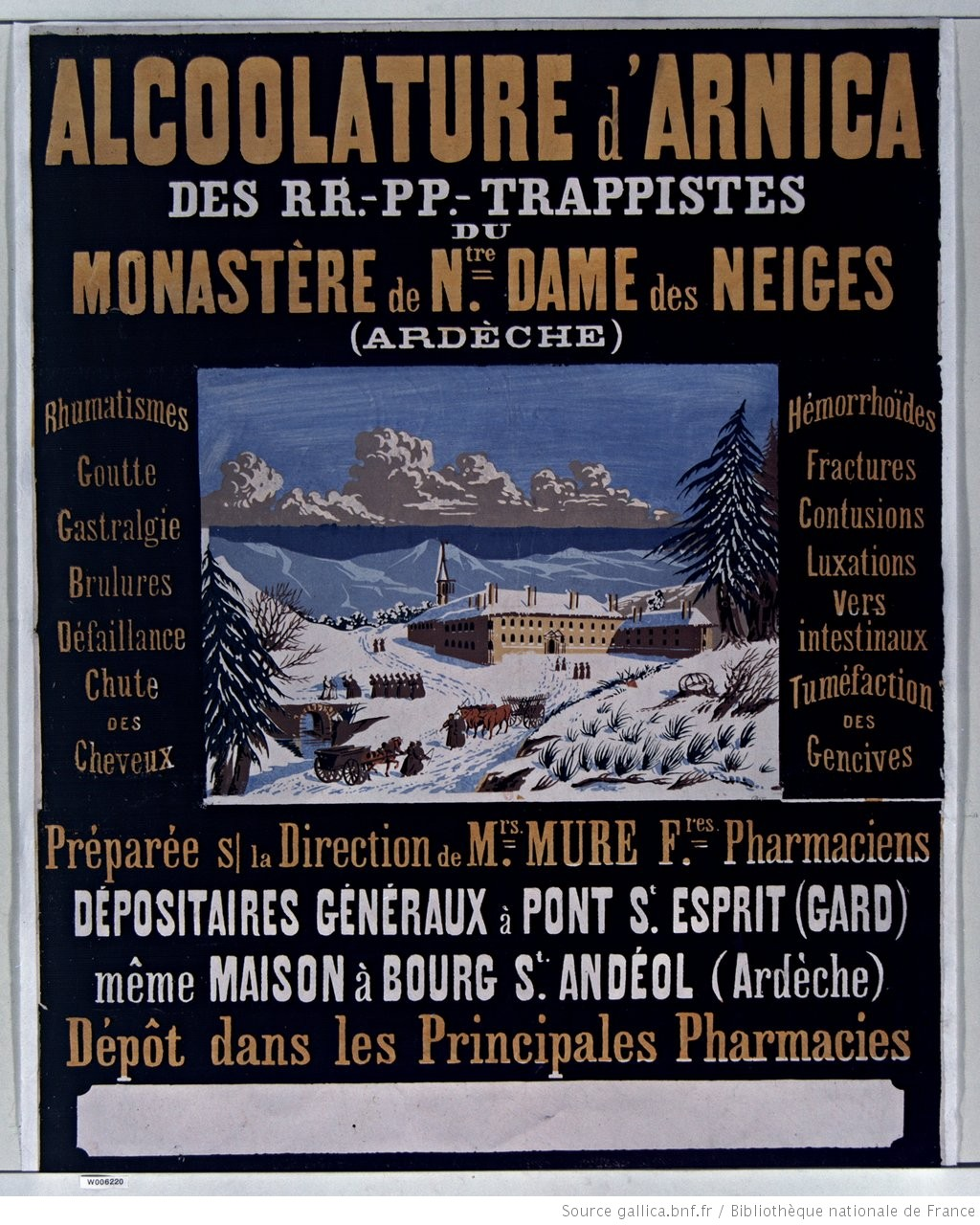
Alcoolature d'Arnica, Paris, 1862 (BNF).

On sait peu de chose sur cet artiste et inventeur. Ses affiches sont très rares. 
Le 18 novembre 1844, il dépose un brevet pour « l'application de l'impression du papier peint à l'impression en couleurs d'affiches ». Installé d'abord au 87 rue de la Verrerie puis au 21 rue Bréda, il produit des gravures sur bois, destinées aux annonces de spectacles, de produits et de magasins divers, qui adoptent des formats inédits : pour les magasins de La Belle Jardinière, son placard fait 2,70 x 2,20 m,.
Il commence à en imprimer vers 1845 à Paris, en détournant la technique du papier peint, permettant d'appliquer de la couleur directement lors de l'impression du motif sur le support papier de grand format. Il est considéré comme le premier fabricant d'affiches en couleurs. Son activité disparaît un peu après 1870.
Plusieurs fois, dans son roman Son Excellence Eugène Rougon, Émile Zola fait mention d’un détail réaliste — sans doute la célèbre réclame créée par Rouchon, À la Redingote grise affiche en couleurs de grand format — lors de l’évocation du baptême du fils de Napoléon III, Louis-Napoléon, prince impérial, en 1856, ici dans le chapitre IV :

« … On apercevait de toute part…sur la muraille d’une maison à six étages… une redingote grise géante, peinte à fresque, de profil, avec sa manche gauche pliée au coude… Cette réclame monumentale prenait, dans le soleil, au-dessus de la fourmilière des promeneurs, une extraordinaire importance. »

Plus loin même, en conclusion du chapitre : « Et, dans le léger brouillard qui montait de la Seine, là-bas, à la pointe de l’île Saint-Louis, on ne distinguait plus…que la redingote géante, la réclame monumentale, accrochant, à quelque clou de l’horizon, la défroque bourgeoise d’un Titan dont la foudre aurait mangé les membres. »
Cette affiche qui semble avoir frappé les contemporains, se retrouve dans le roman d’ un disciple de Zola, Henri Céard, Une belle journée (1881),.

## Affiches
La Bibliothèque nationale de France conserve plus de 150 affiches dont :
- Au Prince Eugène
- La Belle Jardinière
- Au Bon pasteur
- Au Paradis des dames
- Machine à broder, système Magnin
- Au Palais de cristal, vêtemens pour hommes
- Cafés, thés, chocolats, Rhum, épicrie de choix Lefèvre
- Eau d'Orezza minérale (Corse)
- Épargne mobilière, bazar universel
- À la Bastille vêtemens, 1844
- La République, journal du matin, 1848
- Au petit manteau bleu, vers 1850
- À la Redingote grise, 1856
- Eau de Cologne du Grand Cordon. Parfumerie du monde élégant, 1857
- À l'Œil on donne l'œil, 1864